# Demokraten
Demokraten var en aarhusiansk avis, som udkom 1884-1974. Demokraten var i denne periode en af de vigtigste socialdemokratiske provinsaviser og var en omkring 1914 Jyllands største avis .
Avisen blev stiftet af Harald Jensen og Emil Marott til afløsning for Socialdemokratisk Ugeblad, som de havde udgivet siden sommeren året før. I 1888 solgtes avisen til den københavnske Social-Demokraten.
Peter Sabroe var redaktør fra 1895 til 1908.
Gennem 1950'erne og -60'erne ramtes Demokraten af den generelle tilbagegang for den socialdemokratiske presse.
Demokraten brød 1972 med A-Pressen og forsøgte at fortsætte som selvstændig avis, men måtte indstille betalingerne i august 1974.